# Rudolf Huch
Rudolf Huch, pseud. A. Schuster (ur. 28 lutego 1862 w Porto Alegre, zm. 13 stycznia 1943 w Bad Harzburg) – niemiecki pisarz, brat Ricardy Huch i krewny Friedricha Huch. Prawnik z wykształcenia (adwokat i notariusz).
Głównym motywem jego twórczości była droga niemieckiego mieszczaństwa od drobnomieszczaństwa do burżuazji. Tworzył eseje krytyczno-literackie (Ibsen, Nietzsche, Szekspir), w tym znany "Mehr Goethe!" z 1899, powieści satyryczne i opowiadania (Der tolle Halberstaedter z 1917), dramaty (Kobolde im Bauernhaus z 1901), powieści edukacyjne, pisma autobiograficzne (Mein Weg z 1936). Znana była jego powieść Die Familie Hellmann z 1917.
Mimo swego żydowskiego pochodzenia i przynależności swojej siostry Ricardy Huch do ruchu antyhitlerowskiego, w latach 30. opowiedział się po stronie nazistów. W 1934 opublikował antysemicką, propagandową broszurę Izrael i my.